# Östra Hinnsjön
Östra Hinnsjön är en sjö i Hagfors kommun i Värmland och ingår i Göta älvs huvudavrinningsområde. Sjön är 10 meter djup, har en yta på 0,496 kvadratkilometer och befinner sig 273,3 meter över havet. Sjön avvattnas av vattendraget Björka älv (Björknan).

## Delavrinningsområde
Östra Hinnsjön ingår i det delavrinningsområde (667059-136325) som SMHI kallar för Inloppet i Björklången. Medelhöjden är 292 meter över havet och ytan är 7,71 kvadratkilometer. Det finns inga avrinningsområden uppströms utan avrinningsområdet är högsta punkten. Björka älv (Björknan) som avvattnar avrinningsområdet har biflödesordning 3, vilket innebär att vattnet flödar genom totalt 3 vattendrag innan det når havet efter 360 kilometer. Avrinningsområdet består mestadels av skog (84 procent). Avrinningsområdet har 0,55 kvadratkilometer vattenytor vilket ger det en sjöprocent på 7,1 procent.